# Dub u cesty z Přelouče do Semína
Památný dub (dub letní – Quercus robur) roste u polní cesty směřující od bývalého koupaliště v Přelouči k silnici do obce Semín. Po této cestě vede červená turistická značka. Památný dub roste vpravo na kraji lesíka lemujícího staré rameno Labe asi 1 km severně od města Přelouč.
Obvod kmene je 440 cm, výška asi 20 m. Památným stromem byl vyhlášen v roce 2001 pro svůj vzrůst.
Nedaleko od tohoto dubu roste další památný strom – dub u koupaliště. Zároveň tuto cestu lemuje stromořadí starých lip a další velké stromy rostou podél Labe. Na katastru Přelouče roste ještě další památný dub – dub u Klenovky a další dva dominantní duby rostou polích pod železniční tratí Přelouč–Praha.

## Galerie

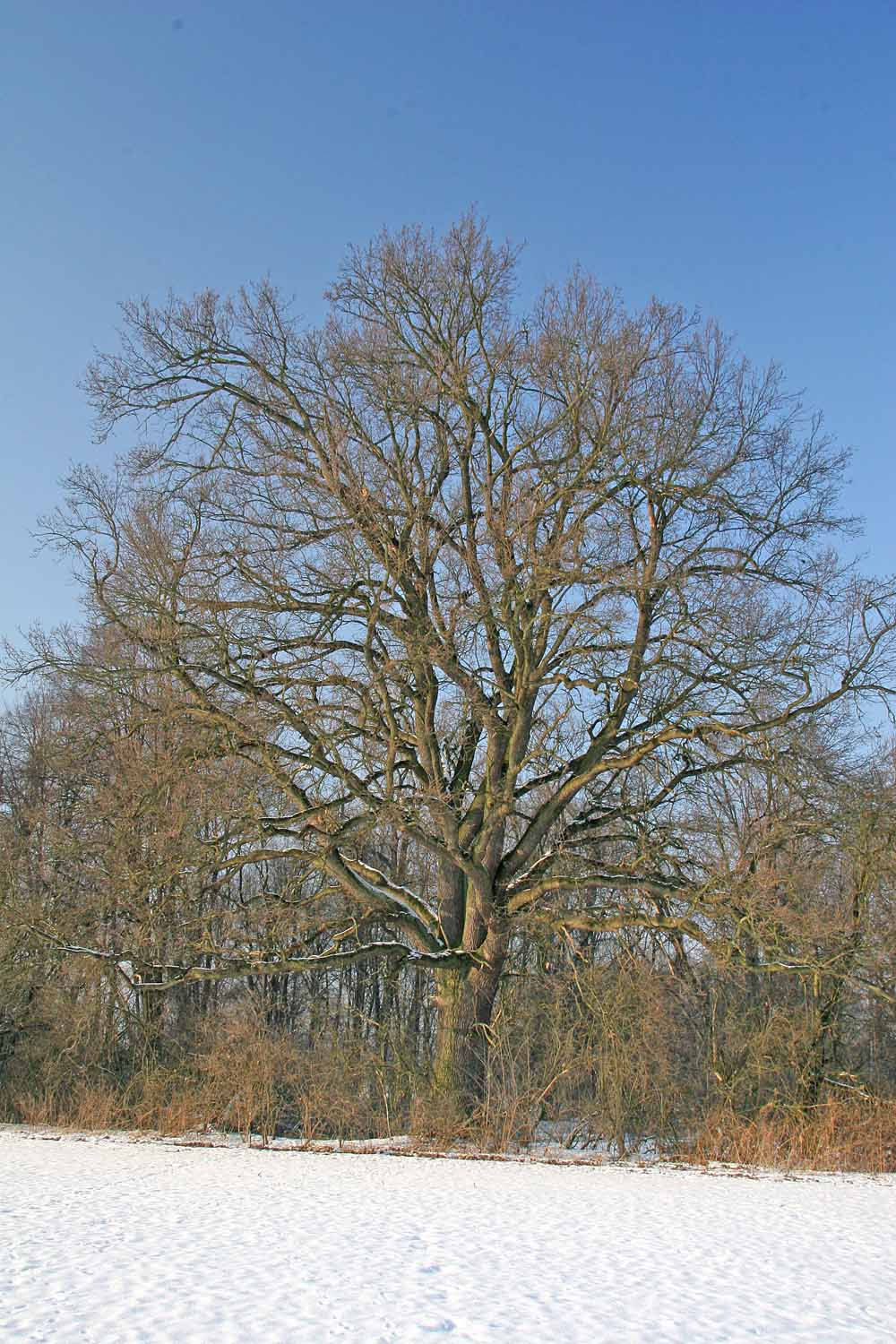
Památný dub v zimě
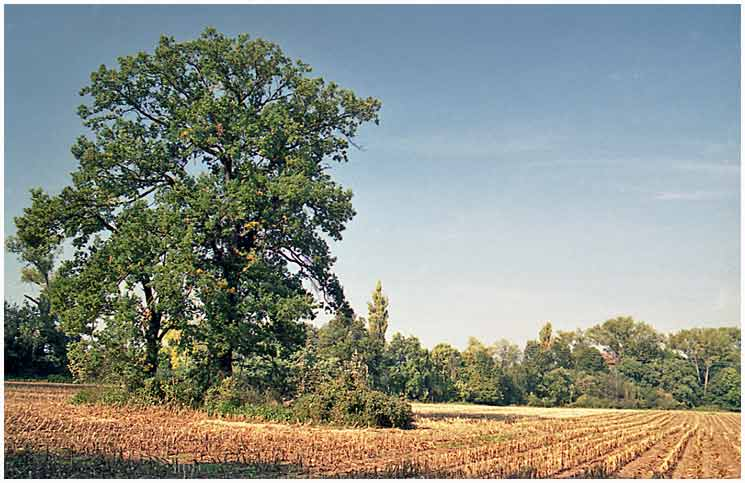
Dub (nevyhlášený) u cesty z Přelouče do Semína
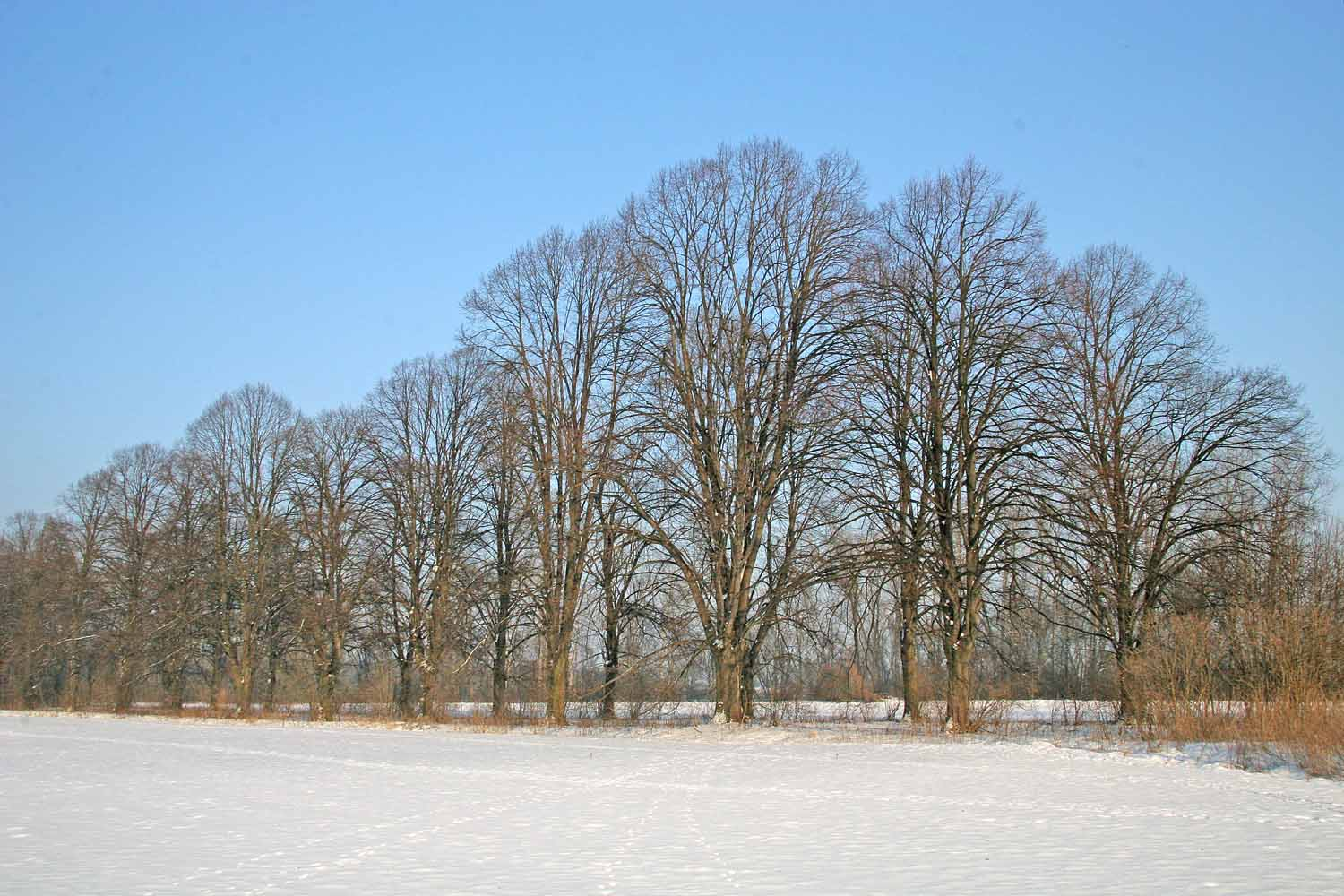
Památná lipová alej